# Zalužany (Chabařovice)
Zalužany (německy Senseln) jsou zaniklá vesnice, která ležela asi 2,5 kilometru jihozápadně od Chabařovic v okrese Ústí nad Labem na severu Čech. Zalužany ležely v katastrálním území Zalužany u Vyklic o výměře 56,57 hektarů.

## Název
Název vesnice je odvozen z označení jejích obyvatel, které vycházelo z polohy vsi v místech za luhem, tj. zalužanů. Německý název Senseln se poprvé objevil v roce 1653 a nejspíš vznikl chybnou reprodukcí českého jména. V historických pramenech se název vsi objevuje ve tvarech: „in v. Zaluzan“ (1397), Zaluziany (1542), w Zaluzany (1552), Senczel (1654), Sensln (1726), Zalužany a Sensel (1848) a úředně Zalužany nebo Senseln (1854).

## Historie
První písemná zmínka o vesnici pochází z roku 1397.
Roku 1902 u vesnice fungoval hnědouhelný důl Austria III. O pět let později patřil Uhelnému těžařstvu Austria, J. Peter a spol. a pracovalo v něm 234 zaměstnanců, kteří vytěžili 82 687 tun uhlí. Dne 21. prosince 1917 v dole došlo k závalu a požáru, v jejichž důsledku zemřelo třináct horníků.

## Obyvatelstvo
Při sčítání lidu v roce 1921 ve vsi žilo 336 obyvatel (z toho 166 mužů), z nichž bylo 159 Čechoslováků, 169 Němců, dva příslušníci jiné národnosti a šest cizinců. Většina (235 osob) byla římskými katolíky, ale ve vsi bylo také dvanáct evangelíků, jeden člen církve československé a 88 lidí bez vyznání. Podle sčítání lidu z roku 1930 měla vesnice 247 obyvatel: 160 Čechoslováků, 85 Němců a dva cizinci. Kromě deseti členů církve československé a 66 lidí bez vyznání se ostatní hlásili k římskokatolické církvi.
|           | 1869 | 1880 | 1890 | 1900 | 1910 | 1921 | 1930 | 1950 | 1961 | 1970 |
| --------- | ---- | ---- | ---- | ---- | ---- | ---- | ---- | ---- | ---- | ---- |
| Obyvatelé | 117  | 229  | 273  | 403  | 472  | 336  | 247  | 50   | 20   | 9    |
| Domy      | 17   | 23   | 27   | 31   | 37   | 33   | 29   | 20   | .    | 4    |